# Inštitut za Sveto pismo, judovstvo in zgodnje krščanstvo Teološke fakultete v Ljubljani
Inštitut za Sveto pismo, judovstvo in zgodnje krščanstvo je znanstveno-raziskovalni inštitut, ki deluje v okviru Teološke fakultete Univerze v Ljubljani.
Predstojnica inštituta je (bila) dr. Terezija (Snežna) Večko.